# Nyegina
Nyegina è una circoscrizione rurale (rural ward) della Tanzania situata nel distretto di Butiama, regione del Mara. Conta una popolazione di 8 220 abitanti (censimento 2012).